# Abd-aix-Xàkir (nom)
Abd-aix-Xàkir és un nom masculí teòfor àrab islàmic —en àrab عبد الشاكر, ʿAbd ax-Xākir— que literalment significa ‘Servidor de l'Agraït’, essent ‘l'Agraït’ un atribut de Déu. Si bé Abd-al-Ala és la transcripció normativa en català del nom en àrab clàssic, també se'l pot trobar transcrit Abdul Shaker o Abdus Shakur... normalment per influència de la pronunciació dialectal o seguint altres criteris de transliteració. Com a teòfor, també el duen musulmans no arabòfons que l'han adaptat a les característiques fòniques i gràfiques de la seva llengua.